# Спансула
Спа́нсули — тверда лікарська форма, різновид капсул. Вміст спансул — суміш гранул і мікродраже різного типу, вкритих різними оболонками і здатних розчинятися у певному середовищі через певний час. У спансулі може міститися 3—5 або більше мікродраже різного типу, з різним часом вивільнення.